# St. Josef (Matzingen)

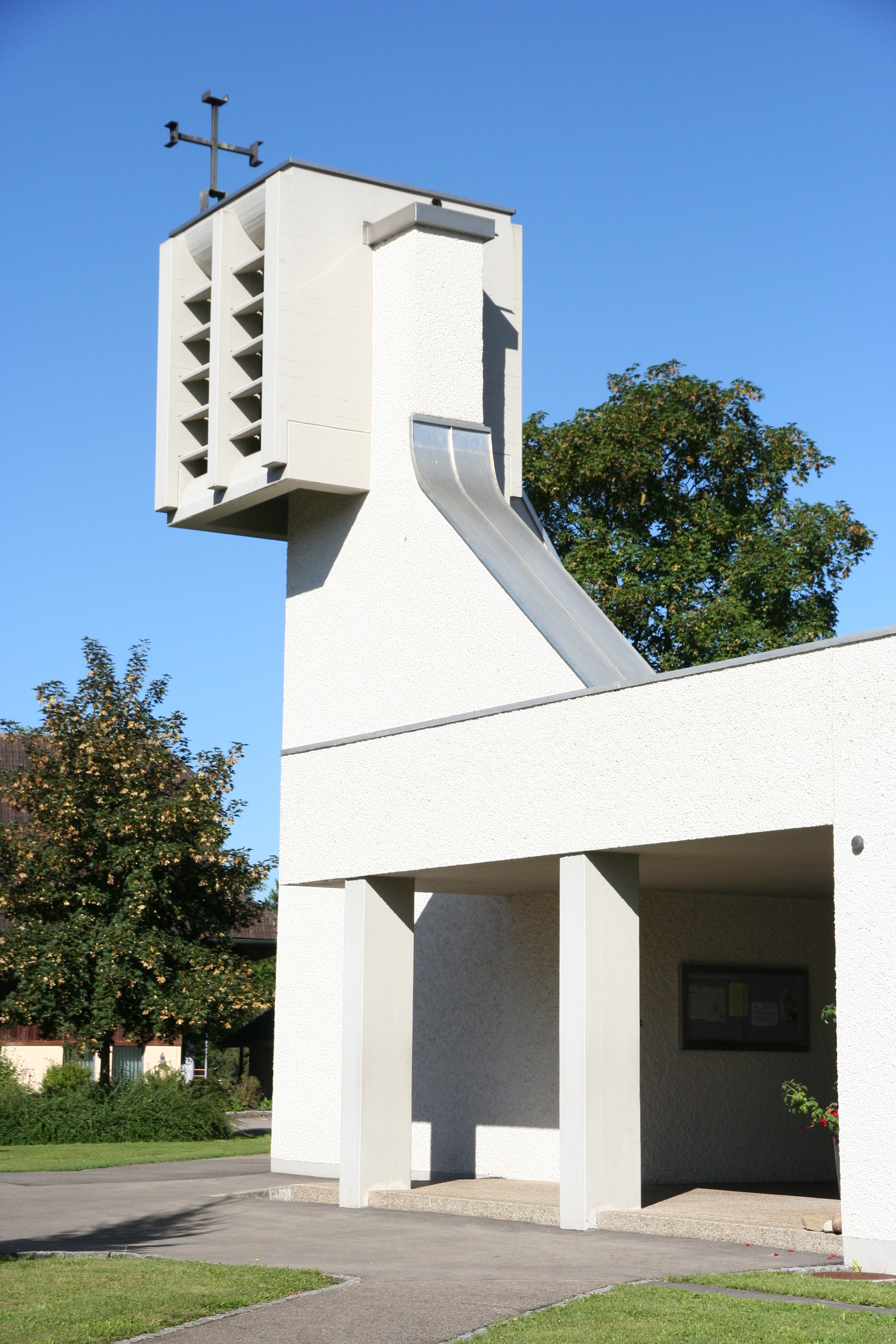
Kirche St. Josef

Die römisch-katholische Kirche St. Josef von Matzingen im Kanton Thurgau befindet sich im Dorfkern an der Altholzstrasse 6. Die Kaplanei St. Josef Matzingen gehört zur Pfarrei St. Johannes Wängi, die ihrerseits mit Aadorf zu einem Seelsorgeverband zusammengeschlossen ist.

## Geschichte
Im Jahr 894 wurde die Kirche von Matzingen erstmals urkundlich erwähnt. Die Matzinger waren jedoch im gesamten Mittelalter kirchgenössig nach Wängi orientiert. 1518 erlaubte der Tobler Komtur die Stiftung einer eigenen Pfarrpfründe und den Bau einer grösseren Kirche. Da zehn Jahre später die Bevölkerung zum neuen Glauben wechselte, wurde die Dorfkirche in der Folge zur evangelischen Kirche.
Im 20. Jahrhundert wuchs in Matzingen der Anteil katholischer Bewohner, sodass die katholische Pfarrei Wängi, zu der Matzingen bis heute gehört, beschloss, eine Filialkirche zu errichten. Während 15 Jahren wurde in einer Notkirche Gottesdienst gehalten, bevor in den Jahren 1971–1972 die heutige Kirche St. Josef nach Plänen des Architekten Alfons Weisser errichtet werden konnte.

## Baubeschreibung

### Kirchturm und Äusseres
Die Kirche St. Josef befindet sich auf ebenem, parkähnlichem Gelände. Der polygonale Betonbau wird durch ein Flachdach abgeschlossen und besitzt an seiner südlichen Seite einen niederen, aber markanten Kirchturm. In seiner kubischen Glockenstube befindet sich ein dreistimmiges Geläut. Beim Eingang zur Kirche ist der Grundstein mit der Jahreszahl 1971 angebracht, darüber findet sich seit 1977 ein Steinrelief, das von Franco Annoni, Luzern, geschaffen wurde und den Kirchenpatron, den hl. Josef samt Jesuskind zeigt.

### Innenraum und künstlerische Ausstattung
Der geostete Kirchenraum besitzt einen fünfeckigen Grundriss samt gerundetem Liturgiebereich, der durch zwei Stufen vom übrigen Kirchenraum abgehoben wird. Mittels einer Schiebewand kann der Kirchenraum mit dem Gemeindesaal zu einem grösseren Raum zusammengeschlossen werden. Das Tageslicht dringt auf der östlichen Seite durch vier Lichtschächte und an der Nord- und Westseite durch insgesamt sieben Glasfenster, die im oberen Teil des Mauerwerks angebracht sind. Die Ausstattung des Kirchenraums betont die Schlichtheit des Gebäudes: ein einfacher Terrazzofussboden, grober Wandputz sowie eine Holzriemendecke mit einzelnen Farbflächen in geometrischen Mustern. Der Taufstein und der Altar sind aus Beton gefertigt, wobei die Tischplatte des Altars die Form eines Fisches hat. Das Symbol des Fisches verweist mit seiner griechischen Buchstabenfolge ICHTHYS auf Jesus Christus. An der Wand hinter dem Altar befindet sich der aus Metall gefertigte Tabernakel. Ebenfalls an der Chorwand wurde ein Corpus Christi angebracht; aus Holz geschnitzt sind die drei Statuen, die die Ausstattung abrunden: der Kirchenpatron, der hl. Josef, die Muttergottes an der Rückwand sowie der hl. Antonius beim Kircheneingang.

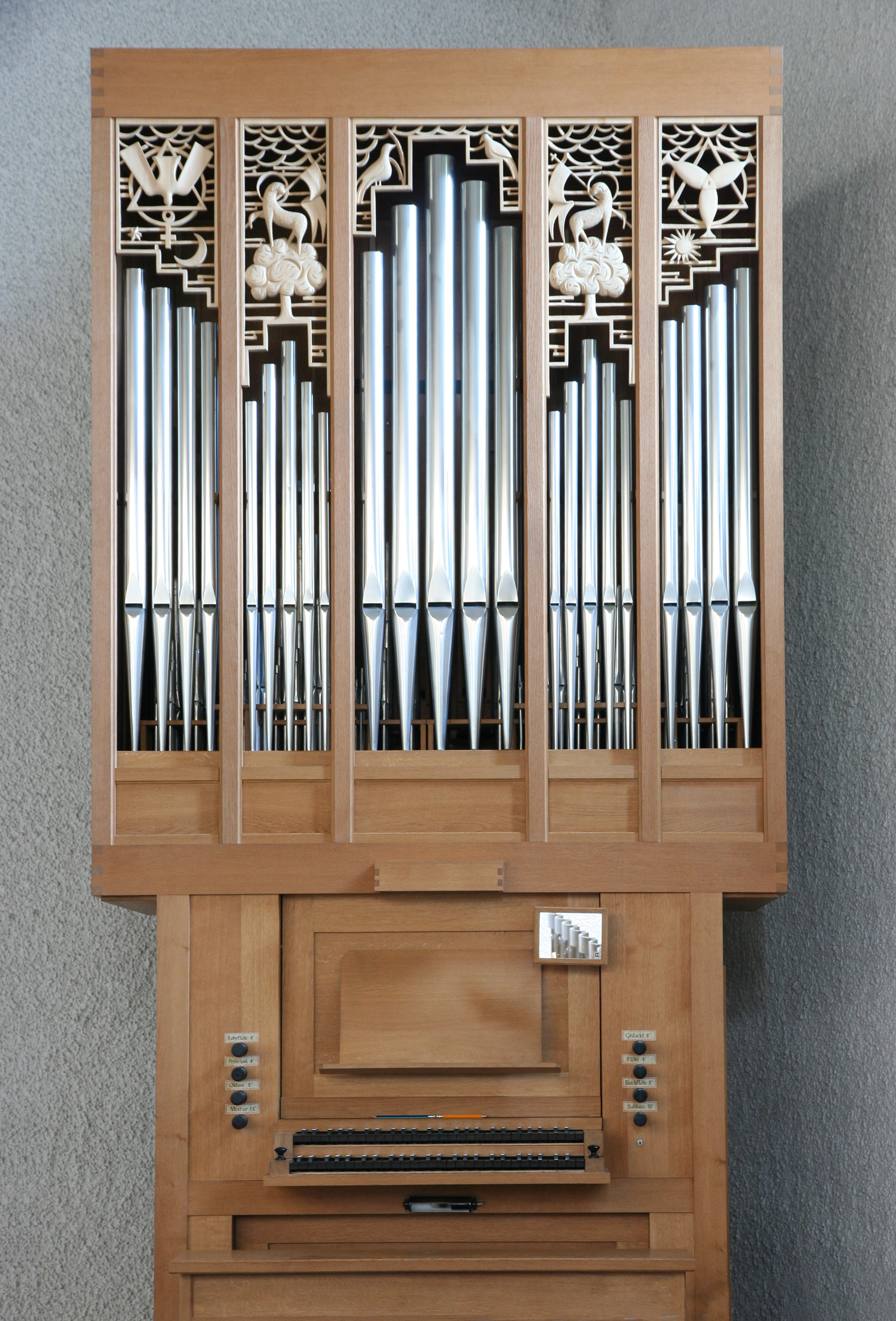
Felsberg-Orgel von 1987

### Orgel
Dank eines Vermächtnisses konnte bereits zur Erbauungszeit der Kirche im Jahr 1971 ein Orgelfonds angelegt werden. 1987 wurde die rein mechanische Orgel durch die Firma Orgelbau Felsberg erbaut. Sie verfügt über acht Register, die auf zwei Manualen und Pedal verteilt sind. Geschmückt wird der Orgelprospekt durch Holzschnitzereien von Duri Caviezel, die auf die Dreifaltigkeit verweisen (drei Fische, das Lamm Gottes sowie die Heilig-Geist-Taube). Der Subbass 16′ steht hinter dem Orgelgehäuse frei. Die Disposition der Felsberg-Orgel lautet:
| I Hauptwerk C–f3 |           |       |
| 1.               | Rohrflöte | 8′    |
| 2.               | Prinzipal | 4′    |
| 3.               | Oktave    | 2′    |
| 4.               | Mixtur    | 1 ⁄3′ |

| II Positiv C–f3 |            |    |
| 5.              | Gedackt    | 8′ |
| 6.              | Flöte      | 4′ |
| 7.              | Blockflöte | 2′ |

| Pedal C–d1 |         |     |
| 8.         | Subbass | 16′ |

- Koppeln: II/I (Manualschiebekoppel), I/P, II/P